# Římskokatolická farnost Petrovice u Moravského Krumlova
Římskokatolická farnost Petrovice u Moravského Krumlova je územní společenství římských katolíků s farním kostelem Povýšení svatého Kříže v moravskokrumlovském děkanství. Její součástí jsou přifařené obce Dobelice a Lesonice .

## Historie farnosti
První písemná zmínka o Petrovicích pochází z roku 1253, kdy byl jako svědek jmenován „plebanus Gotfridus de Petroviz“, tedy petrovický farář Bohumil. Přítomnost faráře předpokládá, že k tomuto roku v Petrovicích již stál farní kostel. Dnešní farní kostel Povýšení svatého Kříže byl postavený v letech 1846–49. Původní kostel stával v místě dnešního pomníku padlým ve světových válkách.

## Duchovní správci
Od 1. srpna 2009 byl administrátorem excurrendo R. D. Mgr. Pavel Bublan, který byl zároveň děkanem moravskokrumlovského děkanství. S platností od 1. května 2018 se administrátorem excurrendo stal R. D. Mgr. Pavel Vybíhal.

## Bohoslužby
| Kostel                 | Místo     | Bohoslužba (den) | Hodina                         | Poznámka     |
| ---------------------- | --------- | ---------------- | ------------------------------ | ------------ |
| Povýšení svatého Kříže | Petrovice | neděle pátek     | 8.00 17.00 (zima)/18.00 (léto) | farní kostel |

## Aktivity farnosti
Dnem vzájemných modliteb farností za bohoslovce a bohoslovců za farnosti brněnské diecéze je 30. listopad. Adorační den připadá na nejbližší neděli po 8. březnu.
Ve farnosti se pravidelně koná tříkrálová sbírka. V roce 2016 se při ní vybralo v Petrovicích 15 685 korun. Výtěžek sbírky v roce 2018 dosáhl v Petrovicích 17 279 korun.